# Mike Farmer
Don Michael Farmer, detto Mike (Oklahoma City, 26 settembre 1936), è un ex cestista e allenatore di pallacanestro statunitense, professionista nella NBA e nella ABL.

## Carriera
Venne selezionato dai New York Knicks al primo giro del Draft NBA 1958 (3ª scelta assoluta).

## Palmarès

### Giocatore
- Campione NCAA (1956)
- NCAA AP All-America Third Team (1958)